# Habaeg-ui sinbu 2017
Habaeg-ui sinbu 2017 (하백의 신부?; lett. "La sposa di Habaek 2017"), anche nota con il titolo internazionale The Bride of Habaek, è una serie televisiva sudcoreana trasmessa su tvN dal 3 luglio al 22 agosto 2017, tratta dal manhwa del 2006 La sposa di Habaek di Yoon Mi-kyung, ma ambientata in epoca moderna.

## Trama
Quando il dio della Terra dell'Acqua, Habaek, visita la Terra per recuperare le pietre sacre necessarie a rivendicare il trono del Regno Divino, chiede aiuto alla neuropsichiatra So-ah, unica discendente rimasta di una famiglia destinata a servirlo. So-ah inizialmente si oppone, credendo che non sia affatto un dio, bensì che soffra di una malattia mentale, ma quando incontra altre divinità, decide di aiutarlo nella sua ricerca.

## Personaggi e interpreti
- Yoon So-ah, interpretata da Shin Sae-kyeong
- Habaek, interpretato da Nam Joo-hyuk
- Shin Hu-ye, interpretato da Lim Ju-hwan
- Mu-ra, interpretata da Jung Soo-jung
- Bi-ryeon, interpretato da Gong Myung